# Старша сестра (картина Бугро, 1869)
«Старша сестра» (фр. La Soeur aînée, англ. The Elder Sister) — картина, що була написана французьким художником Адольфом Вільямом Бугро (Adolphe William Bouguereau, 1825—1905) в 1869 році.
Картина була передана до Х'юстонського музею образотворчих мистецтв 1992 року як анонімний подарунок. Згідно з інформацією на сайті музею, це був дар жінки, що побажала залишитися невідомою, в пам'ять про її батька. З того часу картина «Старша сестра» знаходиться в основній експозиції (у розділі європейського мистецтва) і є одним з найвідоміших експонатів музею.
На картині на тлі сільського пейзажу зображено дівчинку («старша сестра»), що сидить на камені і тримає на колінах сплячу дитину («молодшого брата»). Для цієї картини художнику позували його донька Генрієтта (Henriette) та його син Поль (Paul). Досконалі риси обличчя дівчинки, її погляд, що притягує, розташування рук і ніг (її і дитини), баланс кольорів і композиції, увага до деталей — все це характерно для академічного стилю живопису Бугро, який вважався одним із найбільш відомих європейських художників-реалістів свого часу.
Розмір картини — 51¼ × 38¼ дюйма (130.2 × 97.2 см), розмір рами 171,5 × 139,7 × 14 см.
Це не єдина картина художника з такою назвою — також відома інша картина Бугро «Старша сестра», що була написана в 1864 році і зберігається в Бруклінському музеї.